# Campeonato Paulista de Futebol de 2014
O Campeonato Paulista de Futebol de 2014 é realizado com duas divisões, ou seja; uma divisão com 3 Séries (A1-A2-A3), e uma divisão com 1 Série (B).

## Participantes
| Equipe            | Cidade                | Em 2013        | Estádio                 | Capacidade | Títulos             |
| ----------------- | --------------------- | -------------- | ----------------------- | ---------- | ------------------- |
| Atlético Sorocaba | Sorocaba              | 15º (Série A1) | Walter Ribeiro          | 13 722     | 0 (não possui)      |
| Audax [a]         | Osasco                | 3° (Série A2)  | José Liberatti          | 12 430     | 0 (não possui)      |
| Botafogo          | Ribeirão Preto        | 7º (Série A1)  | Santa Cruz              | 29 292     | 0 (não possui)      |
| Bragantino        | Bragança Paulista     | 11º (Série A1) | Nabi Abi Chedid         | 17 128     | 1 (1990)            |
| Comercial         | Ribeirão Preto        | 4º (Série A2)  | Palma Travassos         | 18 277     | 0 (não possui)      |
| Corinthians       | São Paulo             | 1º (Série A1)  | Pacaembu                | 40 199     | 27 (último em 2013) |
| Ituano            | Itu                   | 14º (Série A1) | Novelli Júnior          | 18 560     | 1 (último em 2002)  |
| Linense           | Lins                  | 9º (Série A1)  | Gilberto Siqueira Lopes | 15 770     | 0 (não possui)      |
| Mogi Mirim        | Mogi Mirim            | 4º (Série A1)  | Vail Chaves             | 19 900     | 0 (não possui)      |
| Oeste             | Itápolis              | 16º (Série A1) | Amaros                  | 14 074     | 0 (não possui)      |
| Palmeiras         | São Paulo             | 6º (Série A1)  | Pacaembu [b]            | 40 199     | 22 (último em 2008) |
| Paulista          | Jundiaí               | 13º (Série A1) | Jayme Cintra            | 15 155     | 0 (não possui)      |
| Penapolense       | Penápolis             | 8º (Série A1)  | Tenente Carriço         | 10 679     | 0 (não possui)      |
| Ponte Preta       | Campinas              | 5º (Série A1)  | Moisés Lucarelli        | 19 728     | 0 (não possui)      |
| Portuguesa        | São Paulo             | 1° (Série A2)  | Canindé                 | 21 004     | 3 (último em 1973)  |
| Rio Claro         | Rio Claro             | 2º (Série A2)  | Augusto Schmidt Filho   | 15 000     | 0 (não possui)      |
| Santos            | Santos                | 2º (Série A1)  | Vila Belmiro            | 16 798     | 20 (último em 2012) |
| São Bernardo      | São Bernardo do Campo | 12º (Série A1) | Primeiro de Maio        | 15 789     | 0 (não possui)      |
| São Paulo         | São Paulo             | 3º (Série A1)  | Morumbi                 | 67 428     | 21 (último em 2005) |
| XV de Piracicaba  | Piracicaba            | 10º (Série A1) | Barão de Serra Negra    | 18 000     | 0 (não possui)      |

OBS:a. ^  O Audax foi vendido ao Grêmio Osasco e seus diretores em 17 de setembro de 2013, com isso herdou a vaga na Serie A1, o novo nome da equipe passa a ser Grêmio Osasco Audax.  Contudo, a equipe continua sendo chamada de Audax.
b. ^  O Estádio Palestra Itália está fechado para a reforma e construção da Allianz Parque, com isso o Palmeiras mandará seus jogos no Estádio do Pacaembu.

## Série A2

### Participantes
| Equipe           | Cidade                | Em 2013        | Estádio                   | Capacidade | Títulos            |
| ---------------- | --------------------- | -------------- | ------------------------- | ---------- | ------------------ |
| Batatais         | Batatais              | 2º (Série A3)  | Oswaldo Scatena           | 13 000     | 0 (não possui)     |
| Capivariano      | Capivari              | 6º (Série A2)  | Carlos Conalghi           | 7 314      | 0 (não possui)     |
| Catanduvense     | Catanduva             | 8º (Série A2)  | Silvio Salles             | 16 444     | 0 (não possui)     |
| Ferroviária      | Araraquara            | 16º (Série A2) | Arena da Fonte Luminosa   | 20 950     | 2 (último em 1966) |
| Grêmio Barueri   | Barueri               | 15º (Série A2) | Arena Barueri             | 31 452     | 1 (2006)           |
| Grêmio Osasco    | Osasco                | 11° (Série A2) | José Liberatti            | 12 430     | 0 (não possui)     |
| Guarani          | Campinas              | 20º (Série A1) | Nabi Abi Chedid [c]       | 17 128     | 1 (1949)           |
| Guaratinguetá    | Guaratinguetá         | 5º (Série A2)  | Dario Rodrigues Leite     | 16 095     | 0 (não possui)     |
| Itapirense       | Itapira               | 3º (Série A3)  | Coronel Francisco Vieira  | 4 800      | 0 (não possui)     |
| Marília          | Marília               | 4º (Série A3)  | Bento de Abreu            | 15 010     | 2 (último em 2002) |
| Mirassol         | Mirassol              | 17º (Série A1) | José Maria de Campos Maia | 15 000     | 0 (não possui)     |
| Monte Azul       | Monte Azul Paulista   | 10º (Série A2) | Otacilia Patrício Arroyo  | 13 100     | 1 (2009)           |
| Red Bull Brasil  | Campinas              | 7º (Série A2)  | Moisés Lucarelli          | 19 728     | 0 (não possui)     |
| Rio Branco       | Americana             | 14° (Série A2) | Décio Vitta               | 16 300     | 0 (não possui)     |
| Santo André      | Santo André           | 13º (Série A2) | Bruno José Daniel         | 14 185     | 3 (último em 2008) |
| São Bento        | Sorocaba              | 1º (Série A3)  | Walter Ribeiro            | 13 772     | 1 (1962)           |
| São Caetano      | São Caetano do Sul    | 19º (Série A1) | Anacleto Campanella       | 16 744     | 1 (2000)           |
| São José         | São José dos Campos   | 9° (Série A2)  | Stravos Papadopoulos [d]  | 4 090      | 2 (último em 1980) |
| União Barbarense | Santa Bárbara d'Oeste | 18º (Série A1) | Antonio Guimarães         | 14 913     | 1 (1998)           |
| Velo Clube       | Rio Claro             | 12º (Série A2) | Benito Agnelo Castellano  | 8 136      | 0 (não possui)     |

c. ^  O Estádio Brinco de Ouro da Princesa está fechado para reformas, com isso o Guarani vai jogar no estádio Nabi Abi Chedid em Bragança Paulista. 
d. ^  O Estádio Martins Pereira está fechado para reformas, com isso o São José-SP jogará no estádio Stravos Papadopoulos em Jacareí. 

## Série A3

### Participantes
| Equipe                  | Cidade                  | Em 2013         | Estádio                        | Capacidade | Títulos            |
| ----------------------- | ----------------------- | --------------- | ------------------------------ | ---------- | ------------------ |
| Água Santa              | Diadema                 | 2º (2ª Divisão) | Estádio Municipal              | 5 000      | 0 (não possui)     |
| América                 | São José do Rio Preto   | 16º (Série A3)  | Benedito Teixeira              | 32 936     | 0 (não possui)     |
| Cotia                   | Cotia                   | 4º (2ª Divisão) | Euclides de Almeida            | 5 000      | 0 (não possui)     |
| Flamengo                | Guarulhos               | 5º (Série A3)   | Antônio Soares de Oliveira     | 6 235      | 1 (2008)           |
| Francana                | Franca                  | 12º (Série A3)  | José Lancha Filho              | 14 686     | 0 (não possui)     |
| Guaçuano                | Mogi Guaçu              | 15º (Série A3)  | Alexandre Camacho              | 5 000      | 0 (não possui)     |
| Independente            | Limeira                 | 8º (Série A3)   | Agostinho Prada                | 9 483      | 1 (1973)           |
| Inter de Limeira        | Limeira                 | 7º (Série A3)   | José Levy Sobrinho             | 18 000     | 1 (1996)           |
| Juventus                | São Paulo               | 20º (Série A2)  | Rua Javari                     | 4 004      | 0 (não possui)     |
| Matonense               | Matão                   | 1º (2ª Divisão) | Hudson Buck Ferreira           | 14 500     | 1 (1996)           |
| Noroeste                | Bauru                   | 17º (Série A2)  | Alfredo de Castilho            | 18 866     | 1 (1995)           |
| Novorizontino           | Novo Horizonte          | 14º (Série A3)  | Jorge Biase                    | 14 096     | 0 (não possui)     |
| Rio Preto               | São José do Rio Preto   | 10º (Série A3)  | Anísio Haddad                  | 14 126     | 2 (último em 1999) |
| Santacruzense           | Santa Cruz do Rio Pardo | 19º (Série A2)  | Leônidas Camarinha             | 7 500      | 1 (1962)           |
| São Carlos              | São Carlos              | 18º (Série A2)  | Luís Augusto de Oliveira       | 10 000     | 0 (não possui)     |
| São José dos Campos [e] | São José dos Campos     | 9º (Série A3)   | Francisco Marques Figueira [f] | 3 445      | 0 (não possui)     |
| Sertãozinho             | Sertãozinho             | 6º (Série A3)   | Frederico Dalmaso              | 7 860      | 2 (último em 2004) |
| Taubaté                 | Taubaté                 | 11º (Série A3)  | Joaquim de Morais Filho        | 9 600      | 1 (2003)           |
| Tupã                    | Tupã                    | 3º (2ª Divisão) | Alonso de Carvalho Braga       | 5 515      | 0 (não possui)     |
| Votuporanguense         | Votuporanga             | 13º (Série A3)  | Plínio Marin                   | 7 464      | 0 (não possui)     |

OBS.: e. ^  O Clube Atlético Joseense mudou de nome no dia 31 de janeiro de 2014 para São José dos Campos Futebol Clube 
f. ^  O Estádio Martins Pereira está fechado para reformas, com isso o São José dos Campos jogará no estádio Francisco Marques Figueira em Suzano.

## Segunda Divisão

### Participantes
| Equipe              | Cidade                | Estádio                    | Capacidade | Títulos            |
| ------------------- | --------------------- | -------------------------- | ---------- | ------------------ |
| Assisense           | Assis                 | Antônio Viana Silva        | 8 525      | 0 (não possui)     |
| Atibaia             | Atibaia               | Salvador Russani           | 2 563      | 0 (não possui)     |
| Atlético Mogi       | Mogi das Cruzes       | Francisco Ribeiro Nogueira | 14 384     | 0 (não possui)     |
| Bandeirante         | Birigui               | Pedro Marin Berbel         | 8 240      | 1 (1963)           |
| Barretos            | Barretos              | Antônio Gomes Martins      | 13 007     | 0 (não possui)     |
| Diadema             | Diadema               | Estádio Municipal          | 5 000      | 0 (não possui)     |
| ECUS                | Suzano                | Francisco Marques Figueira | 3 445      | 0 (não possui)     |
| Elosport            | Capão Bonito          | Dr. José Sidney da Cunha   | 10 022     | 0 (não possui)     |
| Esporte             | São Bernardo do Campo | Baetão                     | 5 220      | 0 (não possui)     |
| Fernandópolis       | Fernandópolis         | Cláudio Rodante            | 6 950      | 2 (último em 1994) |
| Grêmio Prudente     | Presidente Prudente   | Prudentão                  | 45 954     | 1 (2007)           |
| Guariba             | Guariba               | Domingos Baldan            | 2 737      | 0 (não possui)     |
| Guarujá             | Guarujá               | Antonio Fernandes          | 6 840      | 0 (não possui)     |
| Guarulhos           | Guarulhos             | Antônio Soares de Oliveira | 6 235      | 0 (não possui)     |
| Inter de Bebedouro  | Bebedouro             | Sócrates Stamato           | 10 020     | 0 (não possui)     |
| Jabaquara           | Santos                | Espanha                    | 7 228      | 0 (não possui)     |
| Jacareí             | Jacareí               | Stravos Papadopoulos       | 4 090      | 0 (não possui)     |
| Lemense             | Leme                  | Bruno Lazzarini            | 6 701      | 1 (1978)           |
| Manthiqueira        | Guaratinguetá         | Dario Rodrigues Leite      | 16 095     | 0 (não possui)     |
| Mauaense            | Mauá                  | Pedro Benedetti            | 8 567      | 1 (2003)           |
| Nacional            | São Paulo             | Nicolau Alayon             | 10 117     | 0 (não possui)     |
| Olímpia             | Olímpia               | Maria Tereza Breda         | 15 000     | 0 (não possui)     |
| Osvaldo Cruz        | Osvaldo Cruz          | Breno Ribeiro do Val       | 11 784     | 0 (não possui)     |
| Paulínia            | Paulínia              | Luís Perissinoto           | 5 386      | 0 (não possui)     |
| Pirassununguense    | Pirassununga          | Belarmino Del Nero         | 4 935      | 0 (não possui)     |
| Portuguesa Santista | Santos                | Ulrico Mursa               | 8 392      | 0 (não possui)     |
| Presidente Prudente | Presidente Prudente   | Prudentão                  | 45 954     | 0 (não possui)     |
| Primavera           | Indaiatuba            | Ítalo Mário Limongi        | 7 820      | 1 (1977)           |
| São Vicente         | São Vicente           | Mansueto Pierotti          | 4 912      | 0 (não possui)     |
| SEV/Hortolândia     | Hortolândia           | José Francisco Breda       | 10 002     | 0 (não possui)     |
| Sumaré              | Sumaré                | José Pereira               | 2 626      | 0 (não possui)     |
| Taboão da Serra     | Taboão da Serra       | José Ferez                 | 4 410      | 1 (2010)           |
| Tanabi              | Tanabi                | Alberto Victolo            | 8 400      | 0 (não possui)     |
| Taquaritinga        | Taquaritinga          | Adail Nunes da Silva       | 18 805     | 1 (1997)           |
| União Mogi          | Mogi das Cruzes       | Francisco Ribeiro Nogueira | 14 384     | 1 (2006)           |
| União São João      | Araras                | Hermínio Ometto            | 16 096     | 0 (não possui)     |
| União Suzano        | Suzano                | Francisco Marques Figueira | 3 445      | 0 (não possui)     |
| VOCEM               | Assis                 | Antônio Viana Silva        | 8 525      | 0 (não possui)     |
| XV de Jaú           | Jaú                   | Zezinho Magalhães          | 12 978     | 0 (não possui)     |

## Paulista Feminino

### Participantes
| Equipe                   | Cidade                | Estádio                              | Capacidade |
| ------------------------ | --------------------- | ------------------------------------ | ---------- |
| ABD - Botucatu           | Botucatu              | Dr. Acrísio Paes Cruz                | 4.500      |
| América de São Manuel FC | São Manuel            | Dr. Adhemar de Barros                | 2.000      |
| AD Centro Olímpico       | São Paulo             | Distrital da Vila Guarani            | 1.500      |
| A Ferroviária E          | Araraquara            | Arena da Fonte Luminosa              | 20.950     |
| AA Francana              | Franca                | Lanchão                              | 14.686     |
| Paulista FC              | Jundiaí               | Centro Esportivo Francisco Dal Santo | 250        |
| A Portuguesa D           | São Paulo             | CT Portuguesa                        | 150        |
| Rio Preto EC             | São José do Rio Preto | Anísio Haddad                        | 14.126     |
| São Bernardo FC          | São Bernardo do Campo | Baetão                               | 8.000      |
| São José EC              | São José dos Campos   | Joe Sanchez                          | 850        |
| EC Taubaté               | Taubaté               | Joaquim de Morais Filho (Joaquinzão) | 9.600      |
| EC XV de Piracicaba      | Piracicaba            | Barão de Serra Negra                 | 18.000     |

## Promoções e rebaixamentos
| Divisão           | Clubes rebaixados                                   | Clubes promovidos                                  |
| ----------------- | --------------------------------------------------- | -------------------------------------------------- |
| Série A1 Série A2 | Comercial Oeste Atlético Sorocaba Paulista          | Capivariano Red Bull Brasil São Bento Marília      |
| Série A2 Série A3 | Grêmio Barueri Itapirense Grêmio Osasco São José-SP | Novorizontino Independente-SP Água Santa Matonense |
| Série A3 Série B  | São Carlos América-SP Noroeste Guaçuano             | Nacional-SP Atibaia Barretos Primavera             |